# Stephen D. Koch
Stephen Douglas Koch Olt (Nueva York, 16 de diciembre de 1940-Tepetlaoxtoc de Hidalgo, 14 de enero de 2017) fue un botánico , profesor, y curador estadounidense, siendo desde 1968 científico del herbario del Departamento de Ciencias Biológicas, Universidad de Carolina del Norte en Chapel Hill, estudiando las especies de la familia Poaceae, con énfasis en Festuca.
Por invitación expresa del Dr. Josué Kohashi Shibata, en octubre de 1973, llegó a México para integrarse, como Profesor Investigador Titular, al naciente programa de Botánica en el Colegio de Posgraduados de la Universidad Autónoma Chapingo; ahí fundó el Herbario-Hortorio CHAPA del cual siempre fungió como Curador. La sección de ejemplares tipo del herbario estaba  disponible  solamente  salvo  casos  especiales y plenamente justificados, y era necesaria su presencia cuando se consultaba esta parte del herbario, para obtener su permiso. Siempre se manejó parco en su trato con las personas, tenía una actitud poco social. Llamaba a su pipa, la cual utilizaba para satisfacer su adicción por la nicotina, "su fiel compañera".
Realizó extensas expediciones botánicas a México.

## Algunas publicaciones

### Libros
- eustolia garcía Lopez, stephen d. Koch. 1995. Flora del Bajio y de regiones adyacentes: Familia compositae : Tribu Cardueae, v. 32. Ed. Instituto de Ecología, 51 p.

- Flora Novo-Galiciana, v. 13. Limnocharitaceae to Typhaceae. [iv], [1 --] + 462, [463], [464—467] (cartas), [468], 469—480, frontisp. Univ. of Michigan Herbarium, Ann Arbor. 8 dic 1993. [Alismataceae, Potamogetonaceae, Ruppiaceae, Najadaceae, Zannichelliaceae, x Robert R. Haynes & Lauritz B. Holm-Nielsen; Lemnaceae & Typhaceae x McVaugh & Stephen D. Koch; Commelinaceae × David R. Hunt; Carex x A. A. Reznicek; Cyperus x Gordon C. Tucker & McVaugh; Karinia x Reznicek & McVaugh]

- maría teresa Pulido Salas, stephen d. Koch. 1992. Guía ilustrada de las plantas del cerro Tetzcutzingo: especies comunes en el Valle de México. Cuadernos del Instituto de Biología 17. Ed. ilustrada de UNAM, 237 p. ISBN 9683627234, ISBN 9789683627230

- stephen d. Koch. 1974. Eragrostis Petinacea. Illinois Biological Monographs 48, ISSN 0073-4748 edición ilustrada de University of Illinois Press, 74 p. ISBN 0252003896, ISBN 9780252003899

- La abreviatura «S.D.Koch» se emplea para indicar a Stephen D. Koch como autoridad en la descripción y clasificación científica de los vegetales.[5]